# 2020–2021-es osztrák labdarúgó-bajnokság (első osztály)
A 2020–2021-es osztrák Bundesliga (szponzorált nevén Tipico Bundesliga) az osztrák labdarúgó-bajnokság legmagasabb osztályának 110. alkalommal megrendezett bajnoki éve. A címvédő a Red Bull Salzburg, a szezont tizenkét csapat részvételével rendezik meg.

## Csapatok

### Változások az előző szezonhoz képest
Az SV Ried a 2019–2020-as másodosztályú bajnokság győzteseként jutott fel. Az WSG Tirol csapata esett ki a másodosztályba, ám az ezt megelőző tizenhét évben folyamatosan első osztályú SV Mattersburg pénzügyi nehézségei miatt nem kapott licenszet, így végül maradhatott az élvonal tagja.

### Résztvevő csapatok
| Csapat                | Székhely         | Stadion              | Befogadóképesség |
| --------------------- | ---------------- | -------------------- | ---------------- |
| Admira Wacker Mödling | Maria Enzersdorf | BSFZ-Arena           | 7,000            |
| Austria Wien          | Bécs             | Generali Arena       | 17,500           |
| LASK Linz             | Linz             | Raiffeisen Aréna     | 6,009            |
| Rapid Wien            | Bécs             | Allianz Stadion      | 28,000           |
| Red Bull Salzburg     | Wals-Siezenheim  | Red Bull Arena       | 30,188           |
| Rheindorf Altach      | Altach           | Stadion Schnabelholz | 8,500            |
| St. Pölten            | Sankt Pölten     | NV Arena             | 8,000            |
| Sturm Graz            | Graz             | Merkur-Arena         | 16,364           |
| SV Ried               | Ried im Innkreis | Keine Sorgen Arena   | 7,680            |
| TSV Hartberg          | Hartberg         | Stadion Hartberg     | 5,000            |
| Wolfsberger AC        | Wolfsberg        | Lavanttal-Arena      | 7,300            |
| WSG Tirol             | Innsbruck        | Tivoli Neu           | 16,008           |

### Vezetőedző-váltások
| Csapat                | Távozó edző                    | Ok                                 | Dátum                | Érkező                         | Forrás(ok)    |
| --------------------- | ------------------------------ | ---------------------------------- | -------------------- | ------------------------------ | ------------- |
| LASK Linz             | Valérien Ismaël                | Elküldték                          | Előszezon            | Dominik Thalhammer             | [ 3 ]         |
| Sturm Graz            | Thomas Hösele                  | Lejárt a megbízatása               | Előszezon            | Christian Ilzer                | [ 4 ]         |
| Austria Wien          | Christian Ilzer                | A Sturm Graz csapatához szerződött | Előszezon            | Peter Stöger                   | [ 4 ] [ 5 ]   |
| Admira Wacker Mödling | Zvonimir Soldo                 | Lemondott                          | 2020. szeptember 13. | Patrick Helmes (megbízott)     | [ 6 ]         |
| Admira Wacker Mödling | Patrick Helmes (megbízott)     | Lejárt a megbízatása               | 2020. szeptember 22. | Damir Burić                    | [ 7 ]         |
| Ried                  | Gerald Baumgartner             | Elküldték                          | 2020. december 15.   | Gerhard Schweitzer (megbízott) | [ 8 ]         |
| Ried                  | Gerhard Schweitzer (megbízott) | Lejárt a megbízatása               | 2020. december 31.   | Miron Musical                  | [ 9 ]         |
| SCR Altach            | Alex Pastoor                   | Elküldték                          | 2021. február 23.    | Damir Canadi                   | [ 10 ] [ 11 ] |
| Wolfsberger           | Ferdinand Feldhofer            | Lemondott                          | 2021. március 4.     | Roman Stary (megbízott)        | [ 12 ]        |
| Ried                  | Miron Muslic                   | Lemondott                          | 2021. március 25.    | Andreas Heraf (megbízott)      | [ 13 ]        |
| SKN St. Pölten        | Robert Ibertsberger            | Elküldték                          | 2021. április 5.     | Georg Zellhofer (megbízott)    | [ 14 ]        |
| Admira Wacker Mödling | Damir Burić                    | Elküldték                          | 2021. április 26.    | Klaus Schmidt                  | [ 15 ]        |
| SKN St. Pölten        | Georg Zellhofer (megbízott)    | Lejárt a megbízatása               | 2021. április 27.    | Gerald Baumgartner             | [ 16 ]        |

## Az alapszakasz eredménye
| Hely. | Csapat                | M  | Gy | D | V  | G+ | G– | Gk  | P  | Továbbjutás                 |
| ----- | --------------------- | -- | -- | - | -- | -- | -- | --- | -- | --------------------------- |
| 1.    | Red Bull Salzburg     | 22 | 17 | 1 | 4  | 67 | 24 | +43 | 52 | BL–Rájátszás (Felsőház)     |
| 2.    | Rapid Wien            | 22 | 13 | 6 | 3  | 43 | 25 | +18 | 45 | BL–Rájátszás (Felsőház)     |
| 3.    | LASK                  | 22 | 13 | 3 | 6  | 42 | 21 | +21 | 42 | BL–Rájátszás (Felsőház)     |
| 4.    | Sturm Graz            | 22 | 11 | 6 | 5  | 34 | 20 | +14 | 39 | BL–Rájátszás (Felsőház)     |
| 5.    | Wolfsberger AC        | 22 | 10 | 3 | 9  | 40 | 39 | +1  | 33 | BL–Rájátszás (Felsőház)     |
| 6.    | WSG Tirol             | 22 | 8  | 6 | 8  | 37 | 34 | +3  | 30 | BL–Rájátszás (Felsőház)     |
| 7.    | Hartberg              | 22 | 7  | 8 | 7  | 25 | 38 | −13 | 29 | Kiesési rájátszás (Alsóház) |
| 8.    | Austria Wien          | 22 | 6  | 7 | 9  | 31 | 32 | −1  | 25 | Kiesési rájátszás (Alsóház) |
| 9.    | St. Pölten            | 22 | 5  | 6 | 11 | 33 | 43 | −10 | 21 | Kiesési rájátszás (Alsóház) |
| 10.   | Rheindorf Altach      | 22 | 6  | 3 | 13 | 20 | 43 | −23 | 21 | Kiesési rájátszás (Alsóház) |
| 11.   | Ried                  | 22 | 4  | 4 | 14 | 21 | 46 | −25 | 16 | Kiesési rájátszás (Alsóház) |
| 12.   | Admira Wacker Mödling | 22 | 3  | 5 | 14 | 22 | 50 | −28 | 14 | Kiesési rájátszás (Alsóház) |

## Rájátszás Felsőház
Az alapszakaszban elért pontokat a rájátszás kezdete előtt megfelezték (és kerekítették). Ennek eredményeként a csapatok a rájátszást az alábbi pontokkal kezdték el: Red Bull Salzburg 26, Rapid Wien 22, LASK 21, Sturm Graz 19, Wolfsberger AC 16, és a WSG Tirol 15. A Rapid Wien, a Sturm Graz és Wolfsberger pontjai lefelé kerekítették, abban az esetben, ha a rájátszás végén pontokban egyenlőek lesznek, fél pontot adnak ezeknek a csapatoknak.
| Hely. | Csapat                | M  | Gy | D | V  | G+ | G– | Gk  | P  | Továbbjutás                                               |  | RBS | RWI | STU | LIN | WOL | WAT |
| ----- | --------------------- | -- | -- | - | -- | -- | -- | --- | -- | --------------------------------------------------------- |  | --- | --- | --- | --- | --- | --- |
| 1.    | Red Bull Salzburg (B) | 32 | 25 | 2 | 5  | 94 | 33 | +61 | 51 | 2021–2022-es UEFA-bajnokok ligája Play-off                |  | —   | 2–0 | 3–1 | 2–0 | 1–1 | 4–0 |
| 2.    | Rapid Wien            | 32 | 17 | 8 | 7  | 64 | 40 | +24 | 36 | 2021–2022-es UEFA-bajnokok ligája 2.selejtezőkör          |  | 0–3 | —   | 0–0 | 3–0 | 1–2 | 4–0 |
| 3.    | Sturm Graz            | 32 | 16 | 8 | 8  | 52 | 34 | +18 | 36 | 2021–2022-es Európa-liga Play-off                         |  | 1–3 | 4–1 | —   | 3–1 | 0–1 | 3–2 |
| 4.    | LASK                  | 32 | 15 | 6 | 11 | 55 | 41 | +14 | 30 | 2021–2022-es UEFA Európa Konferencia Liga 3. selejtezőkör |  | 2–5 | 1–1 | 0–0 | —   | 2–1 | 3–3 |
| 5.    | Wolfsberger AC        | 32 | 13 | 5 | 14 | 52 | 62 | −10 | 27 | Rájátszás az UEFA Európa Konferencia indulásért – döntő   |  | 1–2 | 1–8 | 1–3 | 0–4 | —   | 2–0 |
| 6.    | WSG Tirol             | 32 | 10 | 8 | 14 | 53 | 60 | −7  | 23 |                                                           |  | 3–2 | 2–3 | 2–3 | 2–0 | 2–2 | —   |

## Rájátszás Alsóház
Az alapszakaszban elért pontokat a rájátszás kezdete előtt megfelezték (és kerekítették).Ennek eredményeként a csapatok a rájátszást az alábbi  pontokkal kezdték: Hartberg 14, Austria Wien 12, St. Pölten 10, Rheindorf Altach 10, Ried 8, and Admira Wacker Mödling 7. A Hartberg, az Austria Wien, a St. Pölten és a Rheindorf Altach pontjai lefelé kerekítették, abban az esetben, ha a rájátszás végén pontokban egyenlőek lesznek, fél pontot adnak ezeknek a csapatoknak.
| Hely. | Csapat                | M  | Gy | D  | V  | G+ | G– | Gk  | P  | Továbbjutás                                                |     | HAR | AWI | RIE | ALT | ADM | STP |
| ----- | --------------------- | -- | -- | -- | -- | -- | -- | --- | -- | ---------------------------------------------------------- | --- | --- | --- | --- | --- | --- | --- |
| 1.    | Hartberg              | 32 | 12 | 11 | 9  | 38 | 48 | −10 | 32 | Rájátszás az UEFA Európa Konferencia indulásért – elődöntő |     | —   | 1–0 | 1–1 | 2–1 | 2–0 | 0–0 |
| 2.    | Austria Wien (O)      | 32 | 11 | 9  | 12 | 47 | 43 | +4  | 29 | Rájátszás az UEFA Európa Konferencia indulásért – elődöntő |     | 3–1 | —   | 2–2 | 2–0 | 0–0 | 2–1 |
| 3.    | Ried                  | 32 | 8  | 9  | 15 | 34 | 57 | −23 | 25 |                                                            |     | 3–2 | 3–2 | —   | 0–0 | 0–0 | 2–1 |
| 4.    | Rheindorf Altach      | 32 | 9  | 7  | 16 | 33 | 55 | −22 | 23 |                                                            | 2–2 | 2–1 | 3–0 | —   | 0–1 | 1–0 |     |
| 5.    | Admira Wacker Mödling | 32 | 6  | 8  | 18 | 27 | 58 | −31 | 19 |                                                            | 0–1 | 0–2 | 0–2 | 1–1 | —   | 2–0 |     |
| 6.    | St. Pölten (K)        | 32 | 5  | 9  | 18 | 39 | 57 | −18 | 13 | Kiesési osztályozó                                         |     | 0–1 | 1–2 | 0–0 | 3–3 | 0–1 | —   |

1. ↑  A másodosztály első két helyezettje nem kapott indulási jogot az élvonalban való részvételre, ezért osztályozó mérkőzésen dől el a St. Pölten  és a Austria Klagenfurt csapata között.[18]

## UEFA Európa Konferencia Liga indulásért való rájátszás

### Elődöntő
| 2021. május 24. 17:00 |

| TSV Hartberg | 0-3               | Austria Wien                    |
| ------------ | ----------------- | ------------------------------- |
|              | (0-1) Jegyzőkönyv | Wimmer 35' Fitz 51' Pichler 78' |

| Stadion Hartberg, Hartberg Játékvezető: Walter Altmann |

### Döntő
| 2021. május 27. 17:00 |

| Austria Wien                 | 3-0               | Wolfsberger AC |
| ---------------------------- | ----------------- | -------------- |
| Sarkaria 2' Djuricin 46' 72' | (1-0) Jegyzőkönyv |                |

| Generali Aréna, Bécs Játékvezető: Manuel Schüttengruber |

| 2021. május 30. 17:00 |

| Wolfsberger AC | 1-2               | Austria Wien                          |
| -------------- | ----------------- | ------------------------------------- |
| Joveljić 25'   | (1-0) Jegyzőkönyv | Djuricin 24' (11-esből) Monschein 68' |

| Lavanttal-Aréna, Wolfsberg Játékvezető: Alexander Harkam |

A végeredmény összesítésben 5–1 lett az Austria Wien javára, így a bécsi klub indulhatott az UEFA Európa Konferencia Ligában.

## Osztályozó
| 2021. május 26. 18:00 |

| Austria Klagenfurt                                 | 4-0               | St. Pölten |
| -------------------------------------------------- | ----------------- | ---------- |
| Miesenböck 33' Pink 39' 90+1' Gezos 72' (11-esből) | (2-0) Jegyzőkönyv |            |

| Wörthersee Stadion, Klagenfurt Játékvezető: Sebastian Gishamer |

| 2021. május 29. 17:00 |

| St. Pölten | 0-1               | Austria Klagenfurt |
| ---------- | ----------------- | ------------------ |
|            | (0-0) Jegyzőkönyv | Pink 86'           |

| NV Arena, Sankt Pölten Játékvezető: Harald Lechner |

A végeredmény összesítésben 5–0 lett az Austria Klagenfurtnak, g ők jutottak fel, míg a St. Pölten kiesett a másodosztályba.

## Statisztika

### Góllövőlista
Utoljára frissítve: 2021. május 16.
| # | Játékos               | Klub              | Gólok száma |
| - | --------------------- | ----------------- | ----------- |
| 1 | Patson Daka           | Red Bull Salzburg | 27          |
| 2 | Nikolai Baden         | Swarovski Tirol   | 18          |
| 3 | Dejan Joveljić        | Wolfsberger AC    | 16          |
| 4 | Ercan Kara            | Rapid Wien        | 15          |
| 5 | Sékou Koïta           | Red Bull Salzburg | 14          |
| 6 | Alexander Schmidt     | SKN St. Pölten    | 13          |
| 7 | Johannes Eggestein    | LASK Linz         | 12          |
| 8 | Mërgim Berisha        | Red Bull Salzburg | 11          |
| 9 | Christoph Knasmüllner | Rapid Wien        | 10          |
| 9 | Marco Grüll           | Ried              | 10          |

### Gólpasszok
Utoljára frissítve: 2021. május 16.
| Helyezés | Játékos            | Klub              | Gólp. |
| -------- | ------------------ | ----------------- | ----- |
| 1        | Michael Liendl     | Wolfsberger AC    | 15    |
| 2        | Jakob Jantscher    | SK Sturm Graz     | 9     |
| 2        | Thorsten Schick    | SK Rapid Wien     | 9     |
| 4        | Mërgim Berisha     | Red Bull Salzburg | 8     |
| 4        | Dor Hugi           | SKN St. Pölten    | 8     |
| 6        | Szoboszlai Dominik | Red Bull Salzburg | 7     |
| 6        | Karim Adeyemi      | Red Bull Salzburg | 7     |
| 6        | Manprit Sarkaria   | FK Austria Wien   | 7     |
| 6        | Thomas Goiginger   | LASK Linz         | 7     |
| 10       | Sascha Horvath     | TSV Hartberg      | 6     |
| 10       | Nemanja Celic      | Swarovski Tirol   | 6     |
| 10       | Peter Michorl      | LASK Linz         | 6     |
| 10       | Johannes Eggestein | LASK Linz         | 6     |

### Mesterhármasok
| Játékos            | Csapat            | Ellenfél        | Végeredmény | Dátum              |
| ------------------ | ----------------- | --------------- | ----------- | ------------------ |
| Noah Okafor        | Red Bull Salzburg | Swarovski Tirol | 5–0 (H)     | 2020. október 31.  |
| Szoboszlai Dominik | Red Bull Salzburg | SKN St. Pölten  | 8–2 (V)     | 2020. november 28. |
| Sékou Koïta        | Red Bull Salzburg | SKN St. Pölten  | 8–2 (V)     | 2020. november 28. |
| Patson Daka        | Red Bull Salzburg | Swarovski Tirol | 4–2 (V)     | 2021. február 13.  |
| Patson Daka        | Red Bull Salzburg | Rapid Wien      | 4–2 (H)     | 2021. február 21.  |
| Taxiárhisz Fúndasz | Rapid Wien        | Wolfsberger     | 1–8 (V)     | 2021. április 4.   |
| Patson Daka        | Red Bull Salzburg | Sturm Graz      | 3–1 (H)     | 2021. április 4.   |
| Mërgim Berisha     | Red Bull Salzburg | Swarovski Tirol | 4–0 (H)     | 2021. május 22.    |

### Kapott gól nélkül lehozott mérkőzések
Utoljára frissítve: 2021. május 9.
| Helyezés | Játékos                | Klub                  | Mérkőzések |
| -------- | ---------------------- | --------------------- | ---------- |
| 1        | Alexander Schlager     | LASK Linz             | 11         |
| 1        | Jörg Siebenhandl       | SK Sturm Graz         | 11         |
| 3        | Patrick Pentz          | FK Austria Wien       | 9          |
| 4        | Richard Strebinger     | SK Rapid Wien         | 8          |
| 5        | René Swete             | TSV Hartberg          | 7          |
| 5        | Cican Stankovic        | Red Bull Salzburg     | 7          |
| 5        | Andreas Leitner        | Admira Wacker Mödling | 7          |
| 8        | Christoph Riegler      | SKN St. Pölten        | 6          |
| 8        | Martin Kobras          | SCR Altach            | 6          |
| 10       | Samuel Şahin-Radlinger | SV Ried               | 5          |
| 10       | Ferdinand Oswald       | WSG Tirol             | 5          |
| 10       | Manuel Kuttin          | Wolfsberger AC        | 5          |
| 13       | Alexander Kofler       | Wolfsberger AC        | 4          |
| 14       | Armin Gremsl           | SKN St. Pölten        | 1          |
| 14       | Carlos Miguel Coronel  | Red Bull Salzburg     | 1          |
| 14       | Paul Gartler           | SK Rapid Wien         | 1          |